# Генерал инженерных войск
Генерал инженерных войск
Генерал инженерных войск (нем. General der Pioniere) — воинское звание генеральского состава инженерных войск в Вооруженных силах Германии (Вермахт). 
Входило в группу воинских званий «генерал рода войск», и соответствовало следующим званиям:
- Генерал пехоты;
- Генерал кавалерии;
- Генерал артиллерии;
- Генерал танковых войск;
- Генерал горно-пехотных войск;
- Генерал парашютных войск;
- Генерал авиации;
- Генерал войск связи

Воинское звание генерала инженерных войск было введено в 1938 году. В Войсках СС оно соответствовало званию обергруппенфюрер СС и генерал Ваффен-СС.

## Генералы инженерных войскнацистской Германии
- Отто-Вильгельм Фёрстер (1885-1966)
- Эрвин Йенеке (1890-1960)
- Альфред Якоб[укр.] (1883-1963)
- Вальтер Кунтце (1883-1960)
- Карл Закс[укр.] (1886-1952/53) (умер в ГУЛАГе)
- Отто Тьеманн[укр.] (1890-1952)
- Рудольф Мюллер[укр.] (1865-1945)